# Andreas Müller (compositor)
Andreas Müller (Hammelburg, 1570 - Frankfurt del Maine, 1600), fou un músic alemany del que se'n sap molt poc.
Se li deu: Teutsche Baueten und Canzonetten zu singen und auff Instrument en zu brauchen, mit 4 Stimmen (Frankfurt, 1600) Tentsche weltliche Canzonetten zu singen und avff Instrument en zu brauchen, mit 4 bis 8 Stimmen (Frankfurt, 1603) Neuwe Canzonetten mit 3 Stimmen, kiebevor von den /talis componirt, uud mit Teutscher Sprach unterlegt (Frankfurt, 1608).